# Lotario di Francia
Lotario (Laon, 941 – Compiègne, 2 marzo 986), figlio di Luigi IV d'Oltremare e di Gerberga di Sassonia, fu Re dei Franchi Occidentali dal 954 al 986.

## Biografia

### Il giovane re
Lotario nacque a Laon verso la fine del 941 da Luigi IV d'Oltremare e Gerberga di Sassonia ed era ancora adolescente quando nel 954 morì suo padre Luigi (soprannominato "d'Oltremare" perché costretto a rifugiarsi in Inghilterra all'epoca in cui Gilberto - o Giselberto - di Lorena, Raul di Borgogna e Roberto I di Francia erano riusciti a detronizzare suo padre Carlo III il Semplice) e all'età di tredici anni venne incoronato presso l'Abbazia di Saint-Remi da Artald di Reims (morto 1º ottobre 961) Arcivescovo di Reims. Gerberga, sua madre, fece un accordo con Ugo il Grande, Conte di Parigi e Duca dei Franchi che di suo padre era stato l'avversario che in cambio del proprio aiuto volle gli fossero ceduti i ducati d'Aquitania (954) e di Borgogna (956) facendone di fatto un Viceré. Lotario aveva ereditato un regno dove i grandi magnati si prendevano terre, diritti ed incarichi spesso senza nessun riguardo per l'autorità del sovrano e uomini come Ugo o Erberto II di Vermandois costituivano sempre una velata minaccia. Nel 955 Lotario ed Ugo presero per assedio la città di Poitiers e con la morte di Ugo avvenuta l'anno seguente Lotario, allora quindicenne, finì sotto la tutela dello zio Bruno I di Colonia. Sotto i consigli dello zio il giovane re mediò con i figli di Ugo, Ugo Capeto ed Enrico I di Borgogna dando Parigi al primo e, nel 960, il Ducato di Borgogna all'altro. Lotario regnò complessivamente per 32 anni, suo figlio Luigi V di Francia venne incoronato nel 978, ma non regnò mai effettivamente fino alla morte del padre.

### Le guerre
Nel 962 Baldovino III di Fiandra, figlio, erede e co-governante di Arnolfo I di Fiandra morì ed Arnulfo lasciò le Fiandre a Lotario, quando anche Arnolfo morì nel 965 Lotario entrò nella regione e prese parecchie città anche se venne scacciato da Arnolfo II di Fiandra, figlio di Baldovino. A Lotario rimase il temporaneo controllo di Arras e Douai. Egli tentò di accrescere la propria influenza in Lorena, azione che non piacque affatto a Ottone II di Sassonia e quando Lotario ed Ugo Capeto attraversarono la Mosa le forze di Ottone fuggirono. Quindi Lotario saccheggiò il Palazzo di Aquisgrana volgendo il viso dell'aquila in bronzo verso est e non verso ovest. Ottone si prese la rivincita in quell'autunno invadendo la Francia. Egli penetrò fino a Parigi fermandosi a Reims e all'abbazia di San Medard a Soissons per pregare. Dopo tre giorni di guerriglia le forze ottoniane vennero respinte da Capeto e la sua retroguardia fu sconfitta da Lotario mentre passavano l'Aisne Quando Ottone morì il 7 dicembre 983 Enrico II di Baviera ne rapì il figlio di tre anni Ottone III di Sassonia nella speranza di potersi proclamare egli stesso re. L'arcivescovo di Reims Adalbero (morto 989) pregò Lotario di prendere in mano la situazione, ma ogni piano fallì quando l'imperatrice vedova Teofano del Sacro Romano Impero e Villigiso di Magonza riuscirono a liberare Ottone e riprendere il controllo della Germania. Nel 985 il Califfo di Cordova Almanzor saccheggiò Barcellona, ma Lotario era malato e non poté offrire aiuto a Borrell II di Barcellona se non ricevere i suoi inviati a Verdun. Questo contribuì a dare il colpo definitivo alla spaccatura fra Marca di Spagna e Francia durante il regno dei suoi successori, a questo punto, per altro, pare che il potere di Lotario fosse inferiore a quello detenuto da Ugo Capeto. In una lettera Gerbert di Aurillac scrisse ad Adalbero che Lotario era re solo di nome mentre Ugo, anche se non aveva il nome lo era negli atti. Non molto tempo dopo Adalbero iniziò ad appoggiare apertamente politiche a favore di Ottone III e a spingere perché Ugo Capeto entrasse in relazione con lui. Nel febbraio 986 Lotario chiamò Adalbero a Compiègne con un falso pretesto e lo accusò di tradimento, tuttavia l'avvicinarsi delle forze di Capeto disperse l'assemblea prima che si potesse emettere verdetto.

### Morte
Lotario morì il 2 marzo 986 a Compiègne. È sepolto nell'Abbazia di Saint-Remi a Reims, presso cui fu arcivescovo il figlio illegittimo Arnolfo.

## Matrimonio e figli
Lotario si sposò con Emma d'Italia, figlia di Lotario II d'Italia ed Adelaide di Borgogna (che in seconde nozze sposò Ottone I divenendo madre di Ottone II) ed insieme ebbero:
- Luigi V di Francia
- Ottone (morto 13 novembre 986 circa)

Ebbe anche due figli illegittimi:
- Arnolfo di Reims
- Riccardo (morto dopo il 991)

## Albero genealogico
|                       |                      |                         | Genitori                |  |  | Nonni |  |  | Bisnonni            |  |  | Trisnonni      |  |
|                       |                      |                         |                         |  |  |       |  |  | Luigi II di Francia |  |  | Carlo il Calvo |  |
|                       |                      |                         |                         |  |  |       |  |  | Luigi II di Francia |  |  | Carlo il Calvo |  |
|                       |                      | Ermentrude d'Orléans    |                         |  |  |       |  |  | Luigi II di Francia |  |  |                |  |
| Carlo III di Francia  |                      |                         |                         |  |  |       |  |  | Luigi II di Francia |  |  |                |  |
|                       |                      | Adelaide del Friuli     | Adalardo di Parigi      |  |  |       |  |  |                     |  |  |                |  |
|                       |                      | Adelaide del Friuli     | Adalardo di Parigi      |  |  |       |  |  |                     |  |  |                |  |
|                       |                      | Adelaide del Friuli     | …                       |  |  |       |  |  |                     |  |  |                |  |
| Luigi IV di Francia   |                      | Adelaide del Friuli     |                         |  |  |       |  |  |                     |  |  |                |  |
|                       |                      | Edoardo il Vecchio      | Alfredo il Grande       |  |  |       |  |  |                     |  |  |                |  |
|                       |                      | Edoardo il Vecchio      | Alfredo il Grande       |  |  |       |  |  |                     |  |  |                |  |
|                       |                      | Edoardo il Vecchio      | Ealhswith               |  |  |       |  |  |                     |  |  |                |  |
| Eadgifu d'Inghilterra |                      | Edoardo il Vecchio      |                         |  |  |       |  |  |                     |  |  |                |  |
|                       |                      | Elfleda                 | Aethelhelm di Wiltshire |  |  |       |  |  |                     |  |  |                |  |
|                       |                      | Elfleda                 | Aethelhelm di Wiltshire |  |  |       |  |  |                     |  |  |                |  |
|                       |                      | Elfleda                 | …                       |  |  |       |  |  |                     |  |  |                |  |
| Lotario IV            |                      | Elfleda                 |                         |  |  |       |  |  |                     |  |  |                |  |
|                       | Ottone I di Sassonia | Liudolfo di Sassonia    |                         |  |  |       |  |  |                     |  |  |                |  |
|                       | Ottone I di Sassonia | Liudolfo di Sassonia    |                         |  |  |       |  |  |                     |  |  |                |  |
|                       | Ottone I di Sassonia | Oda di Billung          |                         |  |  |       |  |  |                     |  |  |                |  |
| Enrico I di Sassonia  | Ottone I di Sassonia |                         |                         |  |  |       |  |  |                     |  |  |                |  |
|                       |                      | Edvige di Babenberg     | Enrico di Franconia     |  |  |       |  |  |                     |  |  |                |  |
|                       |                      | Edvige di Babenberg     | Enrico di Franconia     |  |  |       |  |  |                     |  |  |                |  |
|                       |                      | Edvige di Babenberg     | Ingeltrude              |  |  |       |  |  |                     |  |  |                |  |
| Gerberga di Sassonia  |                      | Edvige di Babenberg     |                         |  |  |       |  |  |                     |  |  |                |  |
|                       |                      | Teodorico di Ringelheim | Reginhart di Ringelheim |  |  |       |  |  |                     |  |  |                |  |
|                       |                      | Teodorico di Ringelheim | Reginhart di Ringelheim |  |  |       |  |  |                     |  |  |                |  |
|                       |                      | Teodorico di Ringelheim | Matilda                 |  |  |       |  |  |                     |  |  |                |  |
| Matilde di Ringelheim |                      | Teodorico di Ringelheim |                         |  |  |       |  |  |                     |  |  |                |  |
|                       |                      | Rinilde di Frisia       | …                       |  |  |       |  |  |                     |  |  |                |  |
|                       |                      | Rinilde di Frisia       | …                       |  |  |       |  |  |                     |  |  |                |  |
|                       |                      | Rinilde di Frisia       | …                       |  |  |       |  |  |                     |  |  |                |  |
|                       |                      | Rinilde di Frisia       |                         |  |  |       |  |  |                     |  |  |                |  |